# Xenostrongylus deyrollei
Xenostrongylus deyrollei é uma espécie de insetos coleópteros polífagos pertencente à família Nitidulidae.
A autoridade científica da espécie é Jacquelin DuVal, tendo sido descrita no ano de 1860.
Trata-se de uma espécie presente no território português.